# UFC on ESPN: Eye vs. Calvillo
UFC on ESPN: Eye vs. Calvillo (también conocido como UFC on ESPN 10 y UFC Vegas 2) fue un evento de artes marciales mixtas producido por Ultimate Fighting Championship que tuvo lugar el 13 de junio de 2020 en las instalaciones del UFC Apex en Enterprise, Nevada, parte del área metropolitana de Las Vegas, Estados Unidos.

## Antecedentes
Este evento estaba inicialmente previsto que se celebrara en el Astana Arena de Nur-sultán (Kazajistán) y habría sido el primero que la promoción disputara allí. Sin embargo, el presidente de la UFC, Dana White, anunció el 9 de abril que, a partir de UFC 249, todos los eventos futuros se posponían indefinidamente debido a la pandemia de COVID-19.
Aunque no ha sido anunciado oficialmente por la organización, la promoción tenía como objetivo un combate de peso gallo entre el exCampeón de Peso Gallo de la WSOF y aspirante al Campeonato de Peso Gallo de la UFC, Marlon Moraes, y Petr Yan, para que encabezara el evento original. El emparejamiento se descartó tras confirmarse que el evento ya no se celebraría en Kazajistán.
Posteriormente, un combate de peso mosca femenino entre la exaspirante al Campeonato de Peso Mosca Femenino de la UFC, Jessica Eye y Cynthia Calvillo sirvió como nueva cabeza de la cartelera del evento en Las Vegas. El evento se transmitió en ESPN+ y en ESPN (en Estados Unidos).
Debido a que el evento se trasladó a Estados Unidos, se realizaron algunos cambios, ya que varios luchadores no pudieron competir debido a las restricciones de viaje relacionadas con la pandemia COVID-19:
- El combate de peso semipesado entre Roman Dolidze y Khadis Ibragimov fue aplazado y reprogramado para el 18 de julio en UFC Fight Night: Figueiredo vs. Benavidez 2.[8][9]
- Un combate de peso mosca entre el recién llegado, Zhalgas Zhumagulov y Jordan Espinosa estaba inicialmente programado para el evento en Kazajistán.[10] Sin embargo, debido a las restricciones de viaje relacionadas con la pandemia de COVID-19, Zhumagulov fue retirado de la cartelera después de que el evento se trasladara a Las Vegas. En su lugar, Espinosa se enfrentó a Mark De La Rosa en un combate de peso gallo.[11]

Además, el evento incluyó a peleadores que fueron retirados de otros eventos previamente cancelados, así como los siguientes combates:
- Un combate de peso medio entre Karl Roberson y Marvin Vettori (originalmente programado para UFC Fight Night: Smith vs. Teixeira, pero Roberson se retiró debido a problemas relacionados con su corte de peso fallido).[13]
- Un combate de peso gallo femenino entre Julia Ávila y Karol Rosa. Se esperaba que se enfrentaran en UFC Fight Night: Maia vs. Askren en octubre de 2019, pero Rosa se retiró debido a una lesión de rodilla.[14] Más tarde se reprogramó el combate para UFC Fight Night: Overeem vs. Harris y UFC Fight Night: Hermansson vs. Weidman, pero en ambas ocasiones se pospuso debido a la pandemia de COVID-19.[15][16] Más tarde fueron llamadas para este evento, pero el combate fue cancelado por cuarta vez ya que Rosa tuvo problemas de visa. Fue sustituida por Gina Mazany.[17]
- Un combate de peso mosca femenino entre la exCampeona de Peso Mosca Femenino de la KSW, Ariane Lipski y Luana Carolina (originalmente programado para UFC on ESPN: Overeem vs. Harris). Posteriormente, el emparejamiento se retrasó por segunda vez y ahora se espera que tenga lugar el 18 de julio en UFC Fight Night: Figueiredo vs. Benavidez 2 debido a las restricciones de viaje de ambas peleadoras.[18]

Estaba previsto un combate de peso mosca femenino entre Melissa Gatto y Mariya Agapova, pero Gatto se retiró el 7 de junio por problemas de visa. Fue sustituida por Hannah Cifers.
Se ha programado un combate de peso mosca entre Tyson Nam y Ryan Benoit. Sin embargo, Benoit se retiró por razones no reveladas y fue sustituido por el recién llegado a la promoción Zarrukh Adashev, con lo que el combate pasó a la división de peso gallo.
En el evento estaba previsto un combate de peso gallo entre el exaspirante al Campeonato de Peso Mosca de la UFC, Ray Borg y Merab Dvalishvili. Sin embargo, Borg se retiró del evento por motivos personales y fue sustituido por el recién llegado, Gustavo López. El combate tuvo lugar en un peso acordado de 140 libras.
Antes de los pesajes, Darrick Minner fue retirado de su combate con Jordan Griffin debido a problemas de salud no especificados y el combate fue cancelado.
En el pesaje, Eye, Roberson y Adashev no alcanzaron el peso para sus respectivos combates. Eye pesó 126.25 libras, un cuarto de libra por encima del límite de la división de peso mosca. Roberson pesó 190.5 libras, cuatro libras y media por encima del límite de la división de peso medio y Adashev pesó 138.5 libras, dos libras y media por encima del límite de la división peso gallo. Sus combates se celebraron en un peso acordado y se les impuso una multa del 25%, 30% y 20% de sus pagos individuales, que fueron a parar a sus oponentes Calvillo, Vettori y Nam.

## Premios de bonificación
Los siguientes peleadores recibieron bonificaciones de $50000 dólares.
- Pelea de la Noche: No se concedió ninguna bonificación.
- Actuación de la Noche: Marvin Vettori, Mariya Agapova, Tyson Nam y Christian Aguilera

## Pagos reportados
La siguiente es la remuneración reportada a los peleadores según la Comisión Atlética del Estado de Nevada (NSAC). No incluye el dinero de los patrocinadores y tampoco incluye las tradicionales bonificaciones de la UFC por "noche de pelea". El pago total revelado para el evento fue de $782,000 dólares.
- Cynthia Calvillo: $122,750 (incluye $55000 dólares de bonificación por la victoria) derr. Jessica Eye: $38250 dólares ^
- Marvin Vettori: $98000 dólares (incluye $43000 dólares de bonificación por la victoria) derr. Karl Roberson: $28000 dólares ^
- Charles Rosa: $68000 dólares (incluye $34000 dólares de bonificación por la victoria) derr. Kevin Aguilar: $25000 dólares
- Andre Fili: $110,000 dólares (incluye $55000 dólares de bonificación por la victoria) derr. Charles Jourdain: $16000 dólares
- Jordan Espinosa: $24000 dólares (incluye $12000 dólares de bonificación por la victoria) derr. Mark De La Rosa: $21000 dólares
- Mariya Agapova: $20000 dólares (incluye $10000 dólares de bonificación por la victoria) derr. Hannah Cifers: $35000 dólares
- Merab Dvalishvili: $46000 dólares (incluye $23000 de dólares por la victoria) derr. Gustavo Lopez: $12000 dólares
- Julia Avila: $24000 dólares (incluye $12000 dólares de bonificación por la victoria) derr. Gina Mazany: $16000 dólares
- Tyson Nam: $30800 dólares (incluye $14000 dólares de bonificación por la victoria) derr. Zarrukh Adashev: $11200 dólares ^
- Christian Aguilera: $24000 dólares (incluye $12000 de bonificación por la victoria) derr. Anthony Ivy: $12000 dólares

^ Eye ($12750 dólares), Roberson ($12000 dólares) y Adashev ($2800 dólares) fueron multados, respectivamente, con el 25%, el 30% y el 20% de sus pagos por no alcanzar el límite de peso requerido para cada uno de sus respectivos combates. Ese dinero se entregó a sus oponentes, según confirmó un funcionario de la NSAC.